# Loredana Dinu
Loredana Dinu (Craiova, 2 de abril de 1984) é uma esgrimista romena, campeã olímpica.

## Carreira
Loredana Dinu representou seu país nos Jogos Olímpicos de Verão de 2016, na espada. Conquistou a medalha de ouro no espada por equipes, ao lado de Simona Gherman, Simona Pop e Ana Maria Popescu.